# Ergela Lipik
Ergela „Lipik“ je državno konjogojsko gospodarstvo u Hrvatskoj, koje je imalo značajnu ulogu u razvoju konjogojstva, a posebno u uzgoju lipicanaca. Ona vuče podrijetlo od ergele s dvadesetak konja koju je još 1843. osnovao grof Izidor Janković.
Iako je državna ergela osnovana tek 1938. godine, ona ima svoje korijene u 1919. godini kad je utemeljena Državna ergela „Petrovo“ (Stančić) u Zagrebu kao logičan nasljednik Pastuharne u Zagrebu, osnovane još 1850. godine. Od 1934. do 1938. ergela u Stančiću izgubila je veliki dio rasplodnoga materijala, pa je likvidirana, a u Lipiku, tadašnjoj općini Pakrac osnovana je Državna ergela „Lipik.“ Prijašnji vlasnik toga posjeda bio je Stjepan Lajer. Rad ove ergele od 1938. do 1957. dao je veliki doprinos razvoju lipicanaca, a sama je ergela svojevremeno bila jedina ergela vranaca i dorata u Europi. 1938. godine nabavljeno je 27 rasplodnih kobila, od čega 19 sivih i osam tamnih iz jedanaest rodova.
Od 1975. u tadašnjoj Radnoj organizaciji Poljoprivreda Lipik počelo se razmišljati o revitaliziranju ergele, no to je učinjeno tek početkom 1982. 18. listopada te godine ergela je ponovno proradila kad je iz ergele u Lipici u Sloveniji dovezeno prvih dvanaest kobila. Od toga vremena u ergeli se pojavljuju dva roda: rod „englanederia“ preko kobila „allegra“ i rod „gidrana“ preko kobila „gaeta“ i „gaetana.“ U Lipiku su okoćeni i prevedeni u rasplodne pastuhe Pluto, Conversano i Favory, a ergela je otada udovoljavala zahtjevima športa (visoke dresure i vožnje), te turističko-rekreacijskim i vojnim potrebama.
U razdoblju Domovinskog rata ergela je 1991. napadana minobacačima iz okolnih sela nastanjenim srpskom manjinom u Hrvatskoj. Većina je konja tada stradala unutar ergele ili na okolnim livadama, o čemu postoje i video materijali britanske vlade. 88 lipičkih konja otuđeno je i prebačeno u Srbiju. Nakon pregovora hrvatske vlade i vlade Srbije Hrvatskoj je 12. listopada 2007. vraćeno 45 konja lipicanske pasmine, 19 toplokrvnjaka i 2 ponija, od kojih osam izvornih, dok su ostali potomci konja odvedenih 1991. godine.

## Vanjske poveznice
- Službena stranica ergele Lipik